# Adetomeris isquierdoi
Adetomeris isquierdoi är en fjärilsart som beskrevs av Max Wilhelm Karl Draudt 1929. Adetomeris isquierdoi ingår i släktet Adetomeris och familjen påfågelsspinnare. Inga underarter finns listade i Catalogue of Life.